# ۱۹۸۸

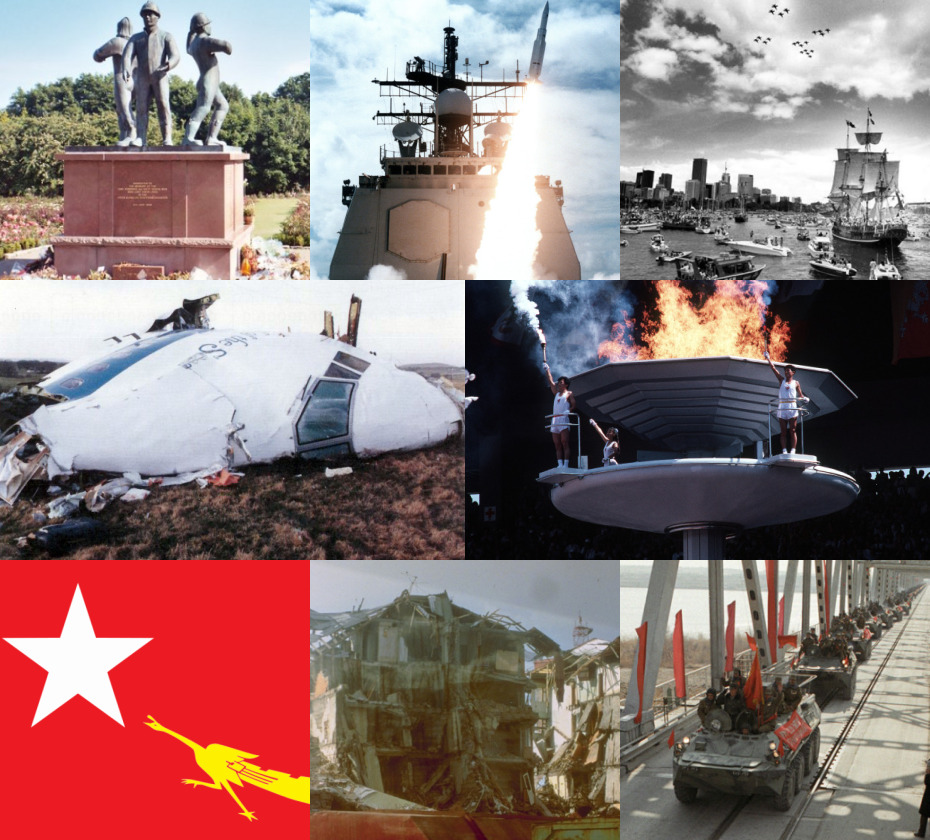

سال ۱۹۸۸ (هزار و نهصد و هشتاد و هشت) میلادی، نهمین سال از دهه ۱۹۸۰ در سده ۲۰ میلادی بود. بر اساس تقویم گریگوری سال مذکور یک سال کبیسه با ۳۶۶ روز بود.

## نامگذاری‌ها
در تقویم چینی این سال سال اژدها نام گرفته‌است.

## رویدادها

### ژانویه
- ۱ ژانویه - آغاز برنامه اصلاحات اقتصادی در شوروی معروف به پروستریکا

### مارس
- ۱۶ مارس - بمباران شیمیایی حلبچه در عملیات انفال
- ۱۶ مارس - ماجرای ایران - کنترا

### آوریل
- ۱۱ آوریل - اعطای یازده جایزه اسکار به فیلم آخرین امپراتور
- ۱۴ اوریل. امضای توافق‌نامه ژنو با نظارت سازمان ملل برای خروج نیروهای شوروی از افغانستان.
- ۱۸ آوریل - حمله نیروی دریایی ایالات متحده آمریکا به ناوگان دریایی ایران در خلیج فارس که باعث غرق شدن چندین کشتی و قایق ایرانی شد، موسم به عملیات آخوندک

### مه
- ۱۵ مه - آغاز خروج نیروهای ارتش سرخ شوروی از افغانستان (تجاوز ۲۵ دسامبر ۱۹۷۹م)

### ژوئیه
- ۳ ژوئیه - حمله موشکی ناو وینسنس به پرواز شماره ۶۵۵ ایران ایر در خلیج فارس

### اوت
- ۸ اوت - پایان جنگ نفت‌کش‌ها با آتش‌بس دوجانبه
- ۲۰ اوت - آتش‌بس و پایان جنگ ایران و عراق
- ۲۶ اوت - آغاز زندگی طولانی مدت مهران کریمی ناصری در فرودگاه پاریس

### دسامبر
- ۲۱ دسامبر - سقوط هواپیمای مسافربری پان آمریکن در اثر انفجار بمب

## زادروزها
- ۲۴ اوت - تولد روپرت گرینت، بازیگر انگلیسی.
- ۱۶ ژانویه – نیکولاس بنتنر، بازیکن فوتبال دانمارکی
- ۲۵ ژانویه – تاتیانا گولوین، بازیکن تنیس و ورزشکار فرانسوی
- ۹ فوریه – لوت فرس، شناگر دانمارکی
- ۱۶ فوریه – کیم سو هیون، بازیگر اهل کره جنوبی
- ۲۳ فوریه – زاشا وبر، دوچرخه‌سوار اهل آلمان
- ۲۸ فوریه – مارکتا ایرگلووا، بازیگر، پیانیست، و خواننده اهل جمهوری چک
- ۷ آوریل – اد اسپیلرز، بازیگر بریتانیایی
- ۹ آوریل – یوئی، خواننده اهل کره جنوبی
- ۱۰ آوریل – هالی جوئل آزمنت، صداپیشه و بازیگر آمریکایی
- ۱۳ آوریل – اندرسون لوئیس دی آبریو اولیویرا، بازیکن فوتبال برزیلی
- ۱۵ آوریل – الیزا دولیتل (خواننده)، خواننده-ترانه‌سرا و خواننده بریتانیایی
- ۲۸ آوریل – خوان ماتا، بازیکن فوتبال اسپانیایی
- ۶ مه – رایان اندرسون (بسکتبال)، بازیکن بسکتبال آمریکایی
- ۷ مه – براندون جونز (هنرپیشه)، بازیگر و خواننده آمریکایی
- ۱۹ مه – لیلی کول، بازیگر و مدل بریتانیایی
- ۲۹ مه – توبین هیت، بازیکن فوتبال آمریکایی
- ۲ ژوئن – سرخیو آگوئرو، بازیکن فوتبال آرژانتینی
- ۱۴ ژوئن – کوین مک‌هیل (بازیگر)، خواننده و بازیگر آمریکایی
- ۱۵ ژوئن – کریستوفر توسلی، بازیکن فوتبال شیلیایی
- ۱۷ ژوئن – استفانی رایس، شناگر استرالیایی
- ۲۹ ژوئن – آوار بانگا، بازیکن فوتبال آرژانتینی
- ۲ ژوئیه – لی چونگ-یونگ، بازیکن فوتبال اهل کره جنوبی
- ۱۶ ژوئیه – سرخیو بوسکتس، بازیکن فوتبال اسپانیایی
- ۲۳ ژوئیه – پال اندرسون (بازیکن فوتبال)، بازیکن فوتبال بریتانیایی
- ۲ اوت – نیر (خواننده)، خواننده آمریکایی
- ۲۲ اوت – میشل لانگراک، بازیکن فوتبال استرالیایی
- ۲۷ اوت – الکسا وگا، بازیگر و خواننده آمریکایی
- ۳۰ اوت – ارنستس گولبیس، بازیکن تنیس اهل لتونی
- ۳ سپتامبر – ژرومه بواتنگ، بازیکن فوتبال آلمانی
- ۱۶ سپتامبر – تدی گایگر، بازیگر و خواننده آمریکایی
- ۱۹ سپتامبر – کاترینا بودن، بازیگر آمریکایی
- ۲۱ سپتامبر – بلاول بوتو زرداری، سیاست‌مدار پاکستانی
- ۲۳ سپتامبر – خوآن مارتین دل پوترو، بازیکن تنیس آرژانتینی
- ۷ اکتبر – جف فرملن، دوچرخه‌سوار اهل هلند
- ۱۵ اکتبر – مسعود اوزیل، بازیکن فوتبال آلمانی
- ۳۰ اکتبر – جنا پریش، بازیگر و خواننده آمریکایی
- ۱۲ نوامبر – راسل وستبروک، بازیکن بسکتبال و ورزشکار آمریکایی
- ۱۵ نوامبر – بی.او.بی، خواننده-ترانه‌سرا و خواننده آمریکایی
- ۲۲ نوامبر – جیمی باور، بازیگر و خواننده بریتانیایی
- ۱ دسامبر – زو کراویتز، بازیگر آمریکایی
- ۶ دسامبر – جاناتان هاگ، بازیکن فوتبال اهل بریتانیا
- ۷ دسامبر – امیلی براونینگ، بازیگر و خواننده استرالیایی
- ۱۹ دسامبر – الکسیس سانچز، بازیکن فوتبال شیلیایی
- ۲۷ دسامبر – هیلی ویلیامز، خواننده-ترانه‌سرا، موسیقی‌دان، پیانیست، خواننده، و آهنگساز آمریکایی
- ۲۹ دسامبر – جرارد گوهو، بازیکن فوتبال اهل ساحل عاج

## درگذشتگان
- ۷ ژانویه – تروور هاوارد، بازیگر بریتانیایی (ز. ۱۹۱۳)
- ۱۱ ژانویه - ایزیدور ایزاک رابی، فیزیک‌دان لهستانی‌تبار و برنده جایزه نوبل فیزیک سال ۱۹۴۴ (زاده ۱۸۹۸)
- ۱۴ ژانویه – گئورگی مالنکوف، سیاست‌مدار روسی (ز. ۱۹۰۲)
- ۱۶ ژانویه – بالارد برکلی، بازیگر بریتانیایی (ز. ۱۹۰۴)
- ۲۵ ژانویه – کولن مور، بازیگر آمریکایی (ز. ۱۹۰۰)
- ۱ فوریه – هتر اورورک، بازیگر آمریکایی (ز. ۱۹۷۵)
- ۱۵ فوریه - ریچارد فاینمن، فیزیکدان آمریکایی (ز. ۱۹۱۸)
- ۳ مارس – لوئیس ویلسون (هنرپیشه زن)، فیلمنامه‌نویس، بازیگر، و کارگردان آمریکایی (ز. ۱۸۹۴)
- ۹ مارس – کورت گئورگ کیزینگر، سیاست‌مدار و وکیل آلمانی (ز. ۱۹۰۴)
- ۱۶ مارس – اریش پروبست، بازیکن فوتبال اتریشی (ز. ۱۹۲۷)
- ۲۱ آوریل – آی ای ال دایموند، فیلمنامه‌نویس آمریکایی (ز. ۱۹۲۰)
- ۲۲ آوریل – آیرین ریچ، بازیگر آمریکایی (ز. ۱۸۹۱)
- ۸ مه – رابرت آنسون هاین‌لاین، نویسنده آمریکایی (ز. ۱۹۰۷)
- ۱۳ مه - چت بیکر، آهنگساز و نوازنده سبک جاز (زاده ۱۹۲۹)
- ۲۵ مه – ارنست روسکا، فیزیک‌دان آلمانی (ز. ۱۹۰۶)
- ۲ ژوئن – راج کاپور، تهیه‌کننده، بازیگر، و کارگردان هندی (ز. ۱۹۲۴)
- ۲۵ ژوئن – هیلل اسلووک، گیتاریست اسرائیلی (ز. ۱۹۶۲)
- ۱۸ ژوئیه – نیکو (بازیگر)، آهنگساز، موسیقی‌دان، بازیگر، خواننده، و مدل آلمانی (ز. ۱۹۳۸)
- ۳۱ ژوئیه – ترینیداد سیلوا، بازیگر آمریکایی (ز. ۱۹۵۰)
- ۱ اوت – فلورنس الدریج، بازیگر آمریکایی (ز. ۱۹۰۱)
- ۲ اوت – ریموند کارور، نویسنده و شاعر آمریکایی (ز. ۱۹۳۸)
- ۱۱ اوت – ان رمزی، بازیگر آمریکایی (ز. ۱۹۲۹)
- ۱۲ اوت – ژان میشل باسکیت، نقاش آمریکایی (ز. ۱۹۶۰)
- ۲۴ اوت – لئونارد فری، بازیگر آمریکایی (ز. ۱۹۳۸)
- ۱ سپتامبر – لوئیس والتر آلوارز، فیزیک‌دان آمریکایی (ز. ۱۹۱۱)
- ۵ سپتامبر – گرت فروبه، بازیگر آلمانی (ز. ۱۹۱۳)
- ۱۱ سپتامبر - راژر هارگریوز، نویسنده مجموعه کتاب‌های کودکان با عنوان «آقا و خانم کوچولو» (زاده ۱۹۳۵)
- ۱۶ سپتامبر – دیک پیم، بازیکن فوتبال و دروازه‌بان انگلیسی (ز. ۱۸۹۳)
- ۹ اکتبر – جکی میلبورن، بازیکن فوتبال بریتانیایی (ز. ۱۹۲۴)
- ۱۳ اکتبر – ملوین فرانک، فیلمنامه‌نویس و کارگردان آمریکایی (ز. ۱۹۱۳)
- ۱۹ اکتبر – سون هاوس، گیتاریست و خواننده آمریکایی (ز. ۱۹۰۲)
- ۱۴ نوامبر – تاکئو میکی، سیاست‌مدار ژاپنی (ز. ۱۹۰۹)
- ۱۵ نوامبر – مونا واشبورن، بازیگر بریتانیایی (ز. ۱۹۰۳)
- ۲۲ نوامبر – لوئیس باراگان، معمار مکزیکی (ز. ۱۹۰۲)
- ۲۷ نوامبر – جان کارادین، بازیگر آمریکایی (ز. ۱۹۰۶)
- ۳۰ نوامبر – عبدالباسط عبدالصمد، قاری قرآن مصری (ز. ۱۹۲۷)
- ۱۰ دسامبر – ریچارد اس. کاستلانو، بازیگر آمریکایی (ز. ۱۹۳۳)
- ۳۰ دسامبر – ایسامو نوگوچی، مجسمه‌ساز ژاپنی (ز. ۱۹۰۴)
- دانیل ال-کونین، روان‌شناس روس